# 프레지에

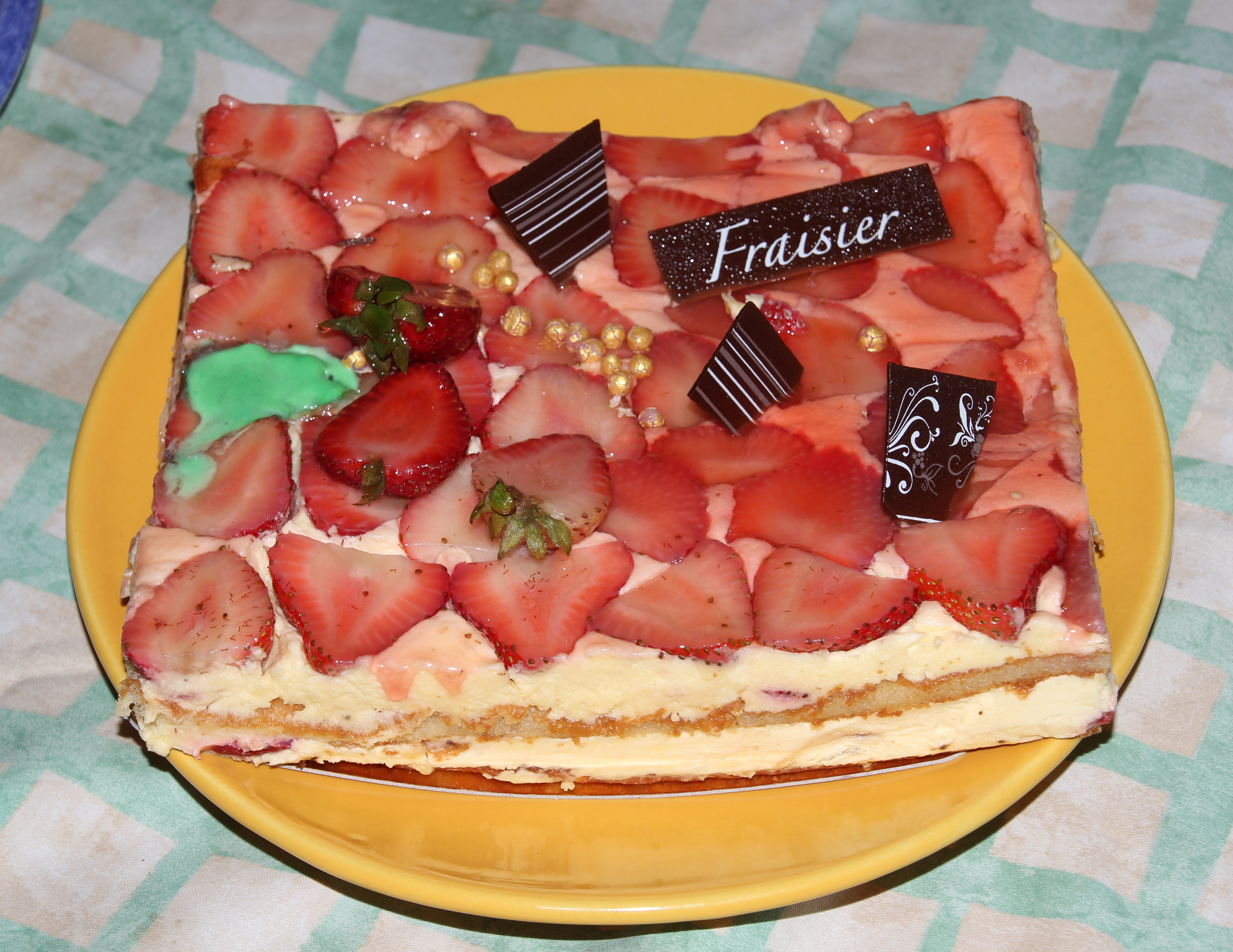
프레지에

프레지에(프랑스어: Fraisier)는 딸기, 제누아즈, 크렘 프레슈로 만든 페이스트리이다. 디저트의 한 형태이며 마지팬(주로 분홍색) 층으로 덮여있다. 프레지에는 프랑스어로 '딸기나무'를 의미한다.

## 같이 보기
- 딸기 케이크